# Lourinhã (vino)
Lourinhã es una denominación de origen controlada (DOC) portuguesa para aguardientes vínicos producidos en la región demarcada de Lourinhã, que abarca parte de los concelhos de Lourinhã, Peniche, Bombarral y Torres Vedras, situados en el centro oeste del país, en los alrededores del Cabo Peniche.
Esta zona es tradicionalmente productora de vinos de bajo contenido alchólico, a partir de los que se producen aguardientes cuyas cualidades son reconocidas desde mediados del siglo pasado.

## Variedades de uva
- Tintas: Cabinda.
- Blancas: Alicante Branco, Alvadurão, Boal Espinho, Marquinhas, Malvasia Rei y Tália.